# Ері (округ, Огайо)
Шаблон:StateAbbr_ 41°31′ пн. ш. 82°37′ зх. д. / 41.51° пн. ш. 82.61° зх. д.
Округ  Ері (англ. Erie County) — округ (графство) у штаті  Огайо, США. Ідентифікатор округу 39043.

## Історія
Округ утворений 1838 року.

## Демографія
За даними перепису 
2000 року 
загальне населення округу становило 79551 осіб, зокрема міського населення було 58651, а сільського — 20900.
Серед мешканців округу чоловіків було 38766, а жінок — 40785. В окрузі було 31727 домогосподарств, 21750 родин, які мешкали в 35909 будинках.
Середній розмір родини становив 2,97.
Віковий розподіл населення поданий у таблиці:
| Стать    | До 15 років | 15-21 | 22-29 | 30-39 | 40-49 | 50-65 | 65-85 | Понад 85 |
| -------- | ----------- | ----- | ----- | ----- | ----- | ----- | ----- | -------- |
| Чоловіки | 8176        | 3568  | 3183  | 5189  | 6244  | 6920  | 5039  | 447      |
| Жінки    | 7897        | 3527  | 3366  | 5504  | 6453  | 7141  | 5944  | 953      |

## Суміжні округи
- Ессекс, Онтаріо — північ
- Четем-Кент, Онтаріо — північ
- Лорейн — схід
- Гурон — південь
- Сендаскі — захід
- Оттава — північний захід

## Виноски
1. ↑  U.S. Decennial Census. United States Census Bureau. Архів оригіналу за 26 квітня 2015. Процитовано 7 лютого 2015.
2. ↑  Historical Census Browser. University of Virginia Library. Архів оригіналу за 11 серпня 2012. Процитовано 7 лютого 2015.
3. ↑  Forstall, Richard L., ред. (27 березня 1995). Population of Counties by Decennial Census: 1900 to 1990. United States Census Bureau. Архів оригіналу за 24 липня 2017. Процитовано 7 лютого 2015.
4. ↑  Census 2000 PHC-T-4. Ranking Tables for Counties: 1990 and 2000 (PDF). United States Census Bureau. 2 квітня 2001. Архів оригіналу (PDF) за 18 грудня 2014. Процитовано 7 лютого 2015.
5. ↑  State & County QuickFacts. United States Census Bureau. Архів оригіналу за 6 червня 2011. Процитовано 7 лютого 2015.(англ.) Наведено за англійською вікіпедією.
6. ↑  American FactFinder. Бюро перепису населення США. Архів оригіналу за 21 травня 2008. Процитовано 31 січня 2008.

| США | Це незавершена стаття з географії США. Ви можете допомогти проєкту, виправивши або дописавши її. |